# Televisie
Televisie of tv is een telecommunicatiesysteem voor het verzenden en ontvangen van bewegende beelden en geluid. Het ontvangstapparaat heet ook televisie of tv, of voluit televisietoestel.
De televisie is in de 20e eeuw uitgegroeid tot een massamedium dat miljarden mensen bereikt. Aanvankelijk waren de beelden die werden verzonden enkel in zwart-wit, maar later werd er ook in kleur uitgezonden. Hiervoor was een nieuw soort televisie nodig: de kleurentelevisie. Na de analoge televisie kwam de digitale televisie.
De laatste innovatie is de 3D-televisie, die een driedimensionaal beeld geeft.
Lineaire televisie is de traditionele manier van uitzenden en kijken van televisie: terwijl het wordt uitgezonden wordt het (door alle kijkers tegelijk) bekeken. Soms is er een herhaling, bijvoorbeeld bij een wekelijkse uitzending die op een andere dag nog een keer wordt uitgezonden, of een incidentele herhaling van een uitzending. Dit in tegenstelling tot veel online video's die een kijker op elk moment kan starten. Een tussenvorm is het gebruik van speciale voorzieningen van de kijker voor het opnemen en afspelen van een programma, of van de televisieprovider die later kijken mogelijk maakt.

## Geschiedenis

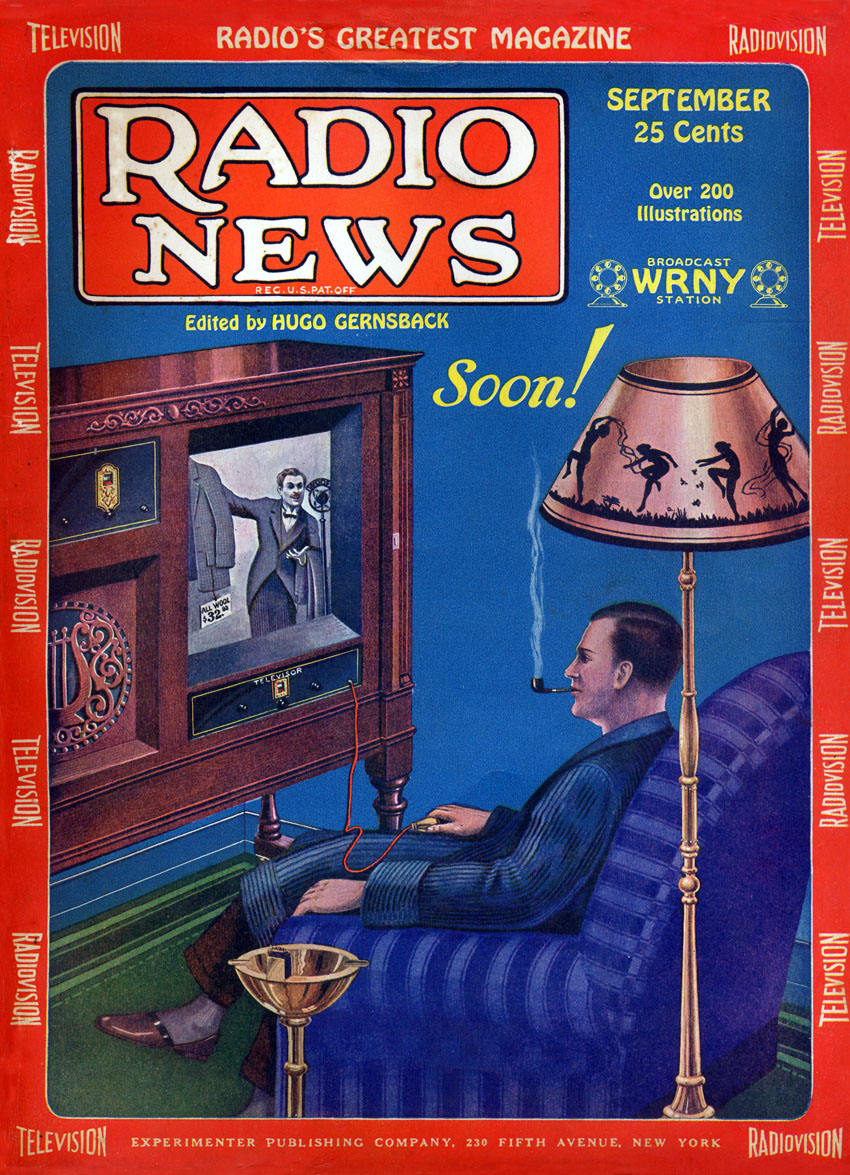
Een televisie uit 1928

De ontwikkeling van de televisie verliep aanvankelijk langs twee verschillende lijnen: een volgens zowel mechanische als elektronische principes en een tweede die op zuiver elektronische principes berustte. Van de laatstgenoemde lijn, die in de Verenigde Staten ontstond, zijn alle moderne televisies afgeleid, maar deze waren niet mogelijk geweest zonder ontdekkingen en inzichten van de mechanische systemen.

### Mechanische lijn - de Nipkowschijf
De elektromechanische televisie die Paul Nipkow ontwikkelde en patenteerde in 1884 was de basis hiervan, de zogenaamde Nipkowschijf. In deze snel ronddraaiende platte schijf waren kleine gaatjes in een spiraalvormig patroon aangebracht. De lichte en donkere gebieden werden met behulp van een fotocel (seleniumcellen) omgezet in een elektrisch signaal. Dit activeerde een neonlamp die in dezelfde volgorde van licht en donker het beeld via een tweede gesynchroniseerde ronddraaiende schijf op een scherm projecteerde. Het duurde echter nog tot 1907 voordat de ontwikkelingen in de technologie van de versterkingsbuis het ontwerp praktisch maakten.
Een ander elektromechanisch systeem gebaseerd op een spiegeltrommel in zowel de camera als het beeldscherm is rond 1925 ontwikkeld in de Sovjet-Unie door Léon Theremin. Begonnen met 16 beeldlijnen werd het aantal in twee jaar opgevoerd tot 100 lijnen, waarna dit in 1931 werd overtroffen door de kathodestraalbuis (CRT) van de RCA met 120 lijnen.
In de periode 1907-1910 toonden Boris Rosing en zijn student Vladimir Zworykin een televisiesysteem aan de buitenwereld met een mechanische spiegel-trommel scanner en een kathodestraalbuis in de ontvanger. Deze kathodestraalbuis, een uitvinding van Karl Ferdinand Braun in 1897, is een glazen vacuümbuis waar met behulp van een elektronenbundel op het fluorescerende uiteinde het beeld wordt geprojecteerd. Rosing verdween tijdens de revolutie van 1917, maar Zworykin ging later voor de RCA werken om een echte elektronische televisie te kunnen bouwen.
Een semi-mechanisch analoog televisiesysteem werd eerst getoond in Londen in februari 1924 door John Logie Baird met een beeld van Felix de Kat en een bewegend beeld door Baird op 30 oktober 1925. Het bedrijf (Baird Television Development Company) realiseerde in 1928 het eerste trans-Atlantische signaal van de televisie, tussen Londen en New York.
In 1932 introduceerde Baird de ultrakortegolftelevisie. Het systeem van Baird werd goedgekeurd door de BBC, die dit gebruik in 1937 ten gunste van zuiver elektronische televisie beëindigde.

### Elektronische televisie

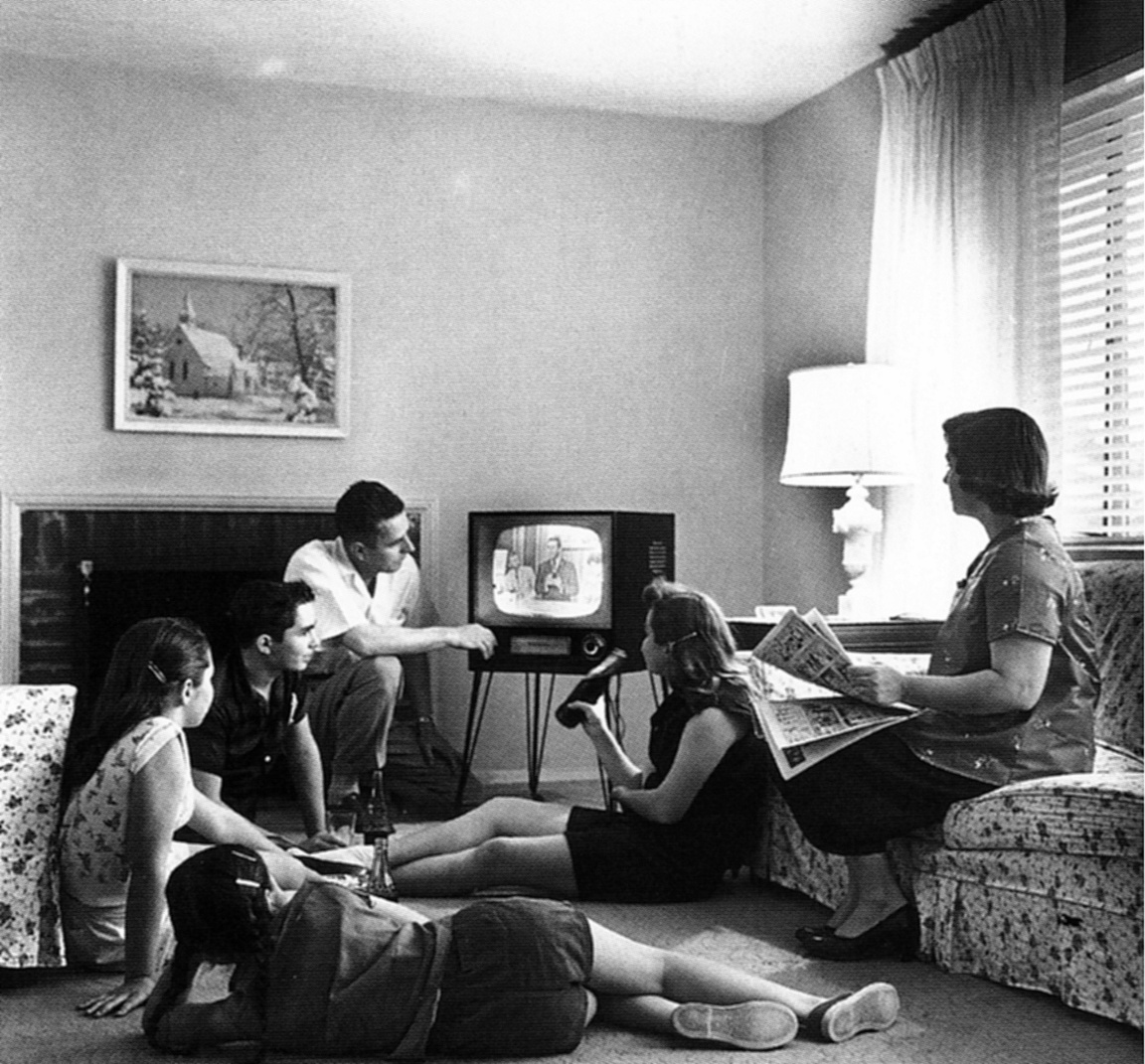
Een gezin kijkt samen televisie in 1958

Hoewel de ontdekkingen van Nipkow, Rosing, Baird en anderen buitengewoon waren, wordt weinig van hun technologie nog gebruikt in de moderne televisie: tegen 1934 waren alle elektromechanische televisiesystemen verouderd.
Reeds in 1908 had de Brit Alan Archibald Campbell Swinton het concept beschreven van een elektronisch televisiesysteem dat gebruikmaakt van voornoemde kathodestraalbuis. Braun stelde voor om een elektronenstraal in zowel de camera als de ontvanger te gebruiken, maar zijn systeem werd nooit opgebouwd.
Een volledig elektronisch systeem werd eerst getoond door Philo Farnsworth in de herfst van 1927. Farnsworth, een Mormoonse landbouwjongen uit Rigby (Idaho), maakte zijn eerste systeem op een leeftijd van 14 jaar. Hij besprak het idee met zijn leraar, die geen redenen kon bedenken waarom het systeem niet zou werken (Farnsworth zou later deze leraar crediteren, Justin Tolman, als het verstrekken van zeer belangrijk inzicht in zijn uitvinding). Hij bleef het idee aan de Brigham Young Academy (nu Brigham Young Universiteit) nastreven. Op de leeftijd van 21 jaar toonde hij een werkend systeem aan zijn eigen laboratorium in San Francisco.
Zijn doorbraak bevrijdde televisie van haar afhankelijkheid van draaiende schijven en andere mechanische delen. Alle moderne televisies van de beeldbuis zijn direct afgeleid van zijn ontwerp. De Rus Vladimir Zworykin wordt soms aangehaald als de vader van elektronische televisie wegens zijn uitvinding van de iconoscoop in 1923 en zijn uitvinding van de kinescoop in 1929; zijn ontwerp was een van de eerste om een televisiesysteem met alle eigenschappen van moderne beeldbuizen te ontwikkelen.
Over de controverse wie het eerst (Farnsworth of Zworykin) de moderne televisie uitgevonden heeft wordt tot op de dag van vandaag nog gedebatteerd.

### Belangrijke personen bij de ontwikkeling van de tv-technologie van de 19e t/m 20e eeuw
- John Logie Baird, een ingenieur die een van de eerste werkende televisies uitvond
- Guillermo González Camarena, een ingenieur die een systeem bedacht om kleurentelevisie uit te zenden
- Alan Blumlein, een pionier van de televisie in het Verenigd Koninkrijk en bedenker van het stereogeluid
- Walter Bruch, een pionier van de televisie in Duitsland en ontwikkelaar van de PAL-televisie
- Alan Archibald Campbell Swinton, elektrotechnicus die als eerste een volledig elektronische televisiesysteem beschreef
- Allen B. DuMont
- Philo Taylor Farnsworth, een uitvinder bekend van de televisiebeeldontleder
- Boris Grabovsky
- Charles Francis Jenkins, een pionier op het gebied van cinematografie en een van de eerste uitvinders van televisie in de Verenigde Staten
- Léon Theremin
- Earl Muntz
- Paul Gottlieb Nipkow, een uitvinder die algemeen wordt gezien als de grondlegger van de televisie
- Constantin Perskyi
- Boris Rosing, een pionier op het gebied van televisie
- Ulises Armand Sanabria
- David Sarnoff, een oprichter van het NBC
- Kenjiro Takayanagi, een pionier van de televisie in Japan en bouwer van 's werelds eerste volledig elektronische tv-ontvanger
- Kálmán Tihanyi, een pionier op het gebied van elektronische televisie: hij deed belangrijke uitvindingen in de ontwikkeling van de kathodestraalbuis en de iconoscoop
- Vladimir Zworykin, een pionier op het gebied van televisie: hij vond een zend- en ontvangstsysteem voor televisie uit gebaseerd op een kathodestraalbuis

### Ontwikkeling in Nederland en Vlaanderen
- Geschiedenis van de Nederlandse televisie
- Geschiedenis van de Vlaamse televisie

## Techniek
Er bestaan vier gangbare soorten beeldschermtechnologieën: de CRT- of beeldbuistelevisie, de lcd-televisie, de oledtelevisie en de plasmatelevisie. De lcd-televisie is betrekkelijk nieuw, de plasmatelevisie iets ouder (introductie op de consumentenmarkt rond 1995) en de CRT-televisie bestaat al langer (introductie in Nederland rond 1951). Deze pagina legt het verschil uit in techniek tussen de lcd-televisie en de CRT-televisie.

### Beeldbuistelevisie
Een televisiebeeld is opgedeeld in een groot aantal beeldpunten in de kleuren rood, groen en blauw. Een beeldbuistelevisie heeft een beeldbuis die samengesteld is uit fosforiserende beeldpunten op het beeldscherm aan de voorkant en drie elektronenkanonnen die achter in de beeldbuis zijn gemonteerd. Er zijn aparte kanonnen voor de kleur rood, blauw en groen. Door elektronen met een enorme snelheid tegen de beeldpunten aan te schieten lichten deze punten op, zodat ze aan de buitenkant van het beeldscherm zichtbaar worden. Afhankelijk van het te vormen beeld, wordt het ene punt minder hard aangeschoten dan het andere waardoor verschil in helderheid in het beeld ontstaat. Elektronen vliegen echter niet uit zichzelf naar de voorkant van de buis, je moet ze versnellen. Door een hoogspanning van gemiddeld 30 000 V (bij 1-3 mA) op de beeldbuis te zetten, worden de elektronen achter uit de kanonnen getrokken en naar het beeldscherm geschoten, richting de beeldpunten. Om alle punten van het beeldscherm te kunnen raken moet de elektronenbundel horizontaal en verticaal afgebogen worden. Voor zowel de horizontale als de verticale afbuiging zitten elektromagneten die de bundels uit de kanonnen afbuigen. Afhankelijk op welke positie de bundel moet zijn, wordt deze meer of minder afgebogen.
Door toevoeging van een schaduwmasker dat vlak voor de beeldpunten ligt, wordt ervoor gezorgd dat de bundel met rode beeldinformatie alleen terecht kan komen op de beeldpunten die rood oplichten. De zeefwerking van dit masker voorkomt vervolgens dat de bundels met blauwe en groene informatie op rode beeldpunten terecht kunnen komen.
Om een willekeurige kleur te verkrijgen worden de kleuren rood, groen en blauw gemengd, door de gekleurde beeldpunten op een bepaalde plaats in een bepaalde verhouding op te laten lichten. Het menselijk oog is niet in staat om op een grotere afstand deze afzonderlijke punten te onderscheiden en zal het zien als een bepaalde kleur. Op deze manier kan een heel palet van kleuren worden gegenereerd.
Dit proces herhaalt zich in Europa 50 keer per seconde (gebruikmakend van de frequentie van het lichtnet), maar door interlacing wordt bij elke herhaling slechts een half beeld getoond - afwisselend worden de even en oneven lijnen getoond. Omdat film met 24 beeldjes per seconde werkt, worden die soms iets te snel afgespeeld op televisie. In het verleden hadden filmacteurs daardoor een onnatuurlijk hoge stem op televisie.

### Lcd-televisie
Een lcd-scherm straalt zelf geen licht uit, maar manipuleert het omgevingslicht of het licht dat vanaf de achterzijde door kan stralen. Elke pixel (zie tekst hierboven) uit het scherm bestaat uit twee groepen vloeibare kristallen (vandaar dan ook de naam). Deze kristallen hebben de eigenschap dat ze afhankelijk van wel of geen aangelegde spanning, opvallend of doorvallend licht in polarisatie verdraaien. Als er geen spanning op een van de lagen staat, gebeurt er niets en kan het licht er gewoon door. Echter als er spanning op wordt gezet, kan het licht er niet meer of slechter (afhankelijk van de hoeveelheid spanning) door.

### Oledtelevisie
Een recentere technologie is oled. Oledbeeldschermen zijn uitgerust met organische leds. Deze ledjes geven zelfstandig licht en behoeven dus geen achtergrondverlichting. De oledtechnologie verlicht het scherm per pixel. Bij zwart of donker beeld verlichten de leds niet. Hierdoor geeft een oledscherm hoge contrasten en diepe zwartwaarden weer.

### Plasmatelevisie
Bij een plasmatelevisie worden de beeldpunten gevormd door kleine gasontladingslampjes, enigszins vergelijkbaar met het principe van bijvoorbeeld een tl-lamp. Door de juiste materiaalkeuze worden de verschillende kleuren per beeldpunt uitgestraald. In een plasma display wordt elektrische energie aan een gasmengsel toegevoegd. Plasma is instabiel en geeft de opgenomen energie af in de vorm van warmte en een ultraviolette lichtstraal (foton). Een fosforescerende laag zet het ultraviolette licht om in zichtbaar licht. De kleur van dit zichtbare licht wordt bepaald door het fosfor. Om ruim 17 miljoen verschillende kleuren te kunnen maken worden er rode, groene en blauwe kleuren opgewekt. Deze kleuren mengen zich tot de gewenste kleur.

### Ontvangen van televisieprogramma's
Onderdeel van de televisietechniek zijn de frequenties voor ontvangst en uitzending.

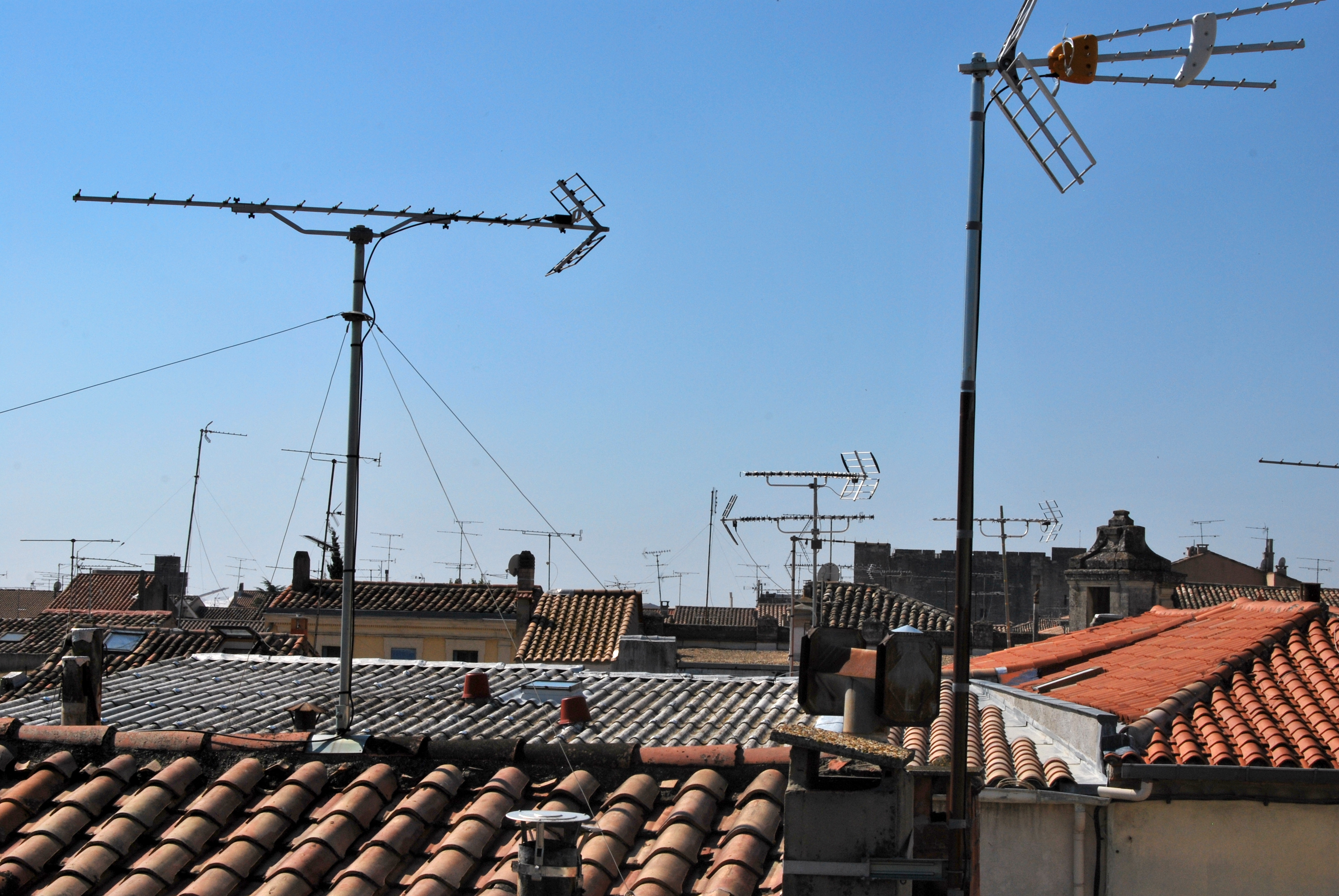
Antennes op het dak voor televisieontvangst. Met de introductie van kabeltelevisie en satelliettelevisie verdwenen de harkantennes nagenoeg.

Voor televisie wordt in het Verenigd Koninkrijk gebruikgemaakt van de ether-frequenties tussen 470 en 860 MHz (kanalen 21 tot en met 69), terwijl in de rest van Europa ook de kanalen 2 tot en met 12 gebruikt worden. Voor gebruik op gesloten kabelnetten zijn ook andere frequenties in gebruik, die tussen kanaal 12 en 21 in liggen, de zogeheten S- en H-band. In de ether is de trend om van analoog signaal op DVB-T over te stappen, waar alleen UHF-kanalen voor worden gebruikt. In Nederland zijn de analoge etherfrequenties (VHF en UHF) vervallen sinds 11 december 2006. De bekendste hiervan waren de Lopikse kanalen 4, 27 en 30.
Ook op de kabeltelevisie is er als gevolg van de invoering van DVB-C en internet via de kabel een trend om de VHF, S- en H-kanalen te verlaten.
Bij televisie wordt een monochroom zwart-witbeeld via amplitudemodulatie (AM) aangebracht op de draaggolf. De bijbehorende kleurinformatie wordt met een hulpdraaggolf en kwadratuur-amplitudemodulatie (QAM) meegezonden. Hierdoor is bij invoering van een kleursignaal het signaal ook nog goed te ontvangen op een zwart-wittelevisie, die alleen het eerste signaal verwerkt.
Om de bandbreedte van het hele signaal beperkt te houden tot ongeveer 6 MHz, wordt restzijbandmodulatie toegepast, een speciale vorm van AM.
Het bijbehorende geluid wordt op een hulpdraaggolf op enige afstand van het beeldsignaal verzonden. Hierbij wordt meestal frequentiemodulatie (FM) gebruikt.
Aangezien AM veel gevoeliger is voor pulssignalen dan FM, zal bij bliksem in de nabije omgeving wel het beeld in lichte mate worden verstoord, maar blijft het geluid meestal onaangetast. Ook ontstekingsbronnen zoals brommers kunnen dit gevolg hebben.
In de jaren 1990 werden veel televisies voorzien van Automatic Channel Installation, een systeem waarmee een nieuw geïnstalleerde televisie automatisch alle beschikbare televisiezenners kon vinden en op de juiste plekken in de zenderkeuzelijst zetten.